# 초계중학교 청덕분교
초계중학교 청덕분교는 경상남도 합천군 청덕면 적포리 269에 있었던 공립 중학교이다.

## 연혁
- 1971년 3월 4일 청덕중학교 개교
- 1974년 2월 15일 제1회 졸업 (총 189명)
- 1999년 3월 1일 초계중학교로 편입
- 2001년 3월 1일 폐교